# Зырянов, Александр Иванович (полковник)
Алекса́ндр Ива́нович Зыря́нов (26 июля 1952, Енисейск — 10 декабря 2020, Москва) — полковник милиции, первый командир СОБР ГУОП МВД Российской Федерации (спецподразделение «Рысь»), соучредитель Лиги ветеранов службы по борьбе с организованной преступностью.

## Биография
Родился 26 июля 1952 года в Енисейске. Родители — Иван Фёдорович и Лидия Ивановна. Окончил Красноярский государственный университет в 1982 году, проживал в Норильске до 1985 года, позже переехал в Москву. Службу в милиции начал в 1975 году в составе БХСС УВД Красноярского краевого исполкома (работал по линии экономических преступлений). В 1982—1984 годах — участник боевых действий в Афганистане. В 1989 году принят на службу в 6-е управление МВД СССР, в 1991—1992 годах учился в Академии МВД СССР. В 1992—1995 годах — первый командир СОБР при ГУОП МВД России (изначально отдел тактических операций ГУОП МВД России, приказ от 25 февраля 1992 года), более известного как отряд специального назначения «Рысь». Участник контртеррористических операций на Северном Кавказе.
Отмечен следующими наградами:
- орден «За личное мужество»
- орден Мужества
- медаль «За отвагу»
- медаль «В память 850-летия Москвы»
- медаль «За безупречную службу» II и III степеней
- медаль «70 лет Вооружённых Сил СССР»
- иные ведомственные медали и нагрудные знаки МВД СССР и России[1].

Супруга — Галина Васильевна, дети — Олег и Мария. Участвовал в работе региональной общественной организации ветеранов Центрального аппарата ОВД.
Скончался 10 декабря 2020 года. Отпевание прошло 14 декабря в церкви на Домодедовском кладбище, там же прошли и похороны на Аллее славы.